# 罗贝尔·吉兰
罗贝尔·吉兰（法語：Robert Guillin，1926年2月15日—），法国篮球运动员。他曾代表法国国家队参加1952年夏季奥运会男子篮球比赛，最终获得第八名。他也曾两次获得欧洲篮球锦标赛季军。